# Velká Bystřice
Velká Bystřice là một thị trấn thuộc huyện Olomouc, vùng Olomoucký, Cộng hòa Séc.